# Katherina Reiche
Katherina Reiche (ur. 16 lipca 1973 w Luckenwalde) – niemiecka polityk i menedżer, działaczka Unii Chrześcijańsko-Demokratycznej (CDU), w latach 1998–2015 deputowana do Bundestagu, od 2025 minister gospodarki i energii w rządzie Friedricha Merza. 

## Życiorys
W 1992 zdała egzamin maturalny w rodzinnej miejscowości. Następnie studiowała chemię na Universität Potsdam, uzyskując w 1997 dyplom w tej dziedzinie. Kształciła się w międzyczasie na Clarkson University i na Uniwersytecie w Turku. Podjęła pracę jako asystentka na macierzystej uczelni w Poczdamie.
Do Junge Union wstąpiła w 1992, a do CDU w 1996. Została też członkinią chadeckiej organizacji kobiecej Frauen-Union. Weszła w skład zarządu krajowego CDU w Brandenburgii.
W 1998 po raz pierwszy uzyskała mandat deputowanej do Bundestagu. Z powodzeniem ubiegała się o poselską reelekcję w 2002, 2005, 2009 oraz 2013. W latach 2005–2009 była wiceprzewodniczącą frakcji CDU/CSU w Bundestagu, odpowiedzialną za edukację, politykę naukową, środowisko, ocgronę przyrody i bezpieczeństwo jądrowe. W latach 2009–2013 pełniła funkcję parlamentarnego sekretarza stanu w Federalnym Ministerstwie Środowiska, Ochrony Przyrody i Bezpieczeństwa Reaktorów. Następnie do lutego 2015 zajmowała stanowisko parlamentarnego sekretarza stanu w Federalnym Ministerstwie Transportu i Infrastruktury Cyfrowej. We wrześniu 2015 zrezygnowała z mandatu deputowanej do Bundestagu.
W latach 2015–2019 pełniła funkcję dyrektora generalnego niemieckiego Związku Przedsiębiorstw Komunalnych (VKU). W styczniu 2020 objęła stanowisko przewodniczącego rady dyrektorów działającej w branży energetycznej spółki Westenergie. W 2016 powołana w skład RNE, rady do spraw zrównoważonego rozwoju. W 2020 została przewodniczącą Nationaler Wasserstoffrat (rady do spraw strategii wodorowej) przy Federalnym Ministerstwie Gospodarki i Ochrony Klimatu.
W maju 2025 objęła stanowisko ministra gospodarki i energii w nowo powołanym rządzie Friedricha Merza.